# Ronde van Mazovië
De Ronde van Mazovië (Pools: Wyscig Dookoła Mazowsza) is een meerdaagse wielerkoers in de Poolse regio Mazovië. De ronde werd in 2000 opgericht onder de naam Dookoła Mazowska en wordt elk jaar aan het einde van juli verreden.
Sinds 2005 maakt de ronde deel uit van de UCI Europe Tour met een classificatie van 2.1 en sinds 2006 met een classificatie van 2.2. Anno 2017 wist geen enkele Nederlander of Belg de koers op zijn naam te schrijven.

## Lijst van winnaars

### Overwinningen per land
| Overwinningen | Land                                  |
| ------------- | ------------------------------------- |
| 19            | Polen                                 |
| 3             | Tsjechië                              |
| 1             | Duitsland, Finland, Israël, Noorwegen |